# Ернест Аллен Емерсон
Ернест Аллен Емерсон (англ. Ernest Allen Emerson; нар. 2 червня 1954)  —  американський науковець в галузі теоретичної інформатики та верифікації, лауреат премії Тюрінга.
Відомий завдяки створенню методу верифікації під назвою перевірка моделей.

## Біографія
Народився та виріс у Далласі, штат Техас. Ще школяром навчився програмувати в BASIC, Fortran та Algol.
Вивчав математику в Техаському університеті в Остіні, де здобув ступінь бакалавра 1976 року. Перейшов до
Гарвадського університету де 1981 року захистив дисертацію на ступінь доктора під керівництвом Едмунда Кларка. Після Гарварду повернувся до Техаського університету як викладач, де працює й понині.
2007 року, разом з Йосифом Сіфакісом та Едмундом Кларком, став лауреатом премії Тюрінга за їх спільне створення методу перевірки моделей.

## Публікації
- Emerson, E. Allen; Charanjit S. Jutla (1991). Tree automata, mu-calculus and determinacy (PDF). Foundations of Computer Science. IEEE.
- E. M. Clarke; E. A. Emerson; A. P. Sistla (April 1986). Automatic verification of finite-state concurrent systems using temporal logic specifications (PDF). ACM Transactions on Programming Languages and Systems (TOPLAS). ACM. 8 (2): 244—263. doi:10.1145/5397.5399. Архів оригіналу (PDF) за 6 березня 2016. Процитовано 21 січня 2016.